# 세종 한신더휴 리저브
세종 한신더휴 리저브(영어: Sejong Hanshin The Hue Reserve)는 대한민국 세종특별자치시 나성동 행정중심복합도시 2-4생활권 HO1, HO2블록에 완공된 아파트 단지이다. 총 17개동으로 구성되며 지상 49층, 지하 2층이고 공모단위 P1에 있는 블록명 HO1은 45층이고 HO2는 49층이다. 2017년 12월 분양이 완료되었다. 같은 해 착공하여 2021년 완공되었다.
완공 후 세종특별자치시에서 가장 높은 건물과 동시에 높은 아파트가 되었다. 높이는 2021년 소담동에 완공된 힐스테이트 세종 리버파크(703동, 803동 48층, 151m)보다 더 높다.

## 역사
2016년부터 이 부지에 지을 수 있다고 한다. 2017년 11월 분양 계획이 있고 12월 분양이 완료되었다. 같은 해 착공하여 2018년 공사가 진행 중이고 2020년 대부분 올라가고 2021년 공사를 마친 뒤 완공했다. 완공 후에는 세종특별자치시에서 가장 높은 건물과 동시에 가장 높은 아파트가 되었다.

## 구성
세종 한신더휴 리저브의 구성이다.
| 동    | 층수 | 비고 |
| ----- | ---- | --- |
| 501동 | 37층 | 34층~35층에는 3404동이 있고 36층~37층에는 3604동이 있다.                                                                      |
| 502동 | 45층 | 42층~43층에는 4204동이 있고 44층~45층에는 4404동이 있다.                                                                      |
| 503동 | 42층 | 39층~40층에는 3904동이 있고 41층~42층에는 4104동이 있다.                                                                      |
| 504동 | 45층 | 42층~43층에는 4204동이 있고 44층~45층에는 4404동이 있다.                                                                      |
| 505동 | 14층 | 1층에는 주민공동시설이 있고 2층에는 다목적실+필로티가 있다.                                                                   |
| 506동 | 6층  | 1층에는 주민공동시설이 있고 2층에는 다목적실+필로티가 있고 3층~4층에는 301동과 302동이 있고 5층~6층에는 501동과 502동이 있다. |
| 507동 | 14층 | 1층에는 주민공동시설이 있고 2층에는 다목적실+필로티가 있다.                                                                   |
| 508동 | 6층  | 1층에는 주민공동시설이 있고 2층에는 다목적실+필로티가 있고 3층~4층에는 301동과 302동이 있고 5층~6층에는 501동과 502동이 있다. |
| 509동 | 9층  | 1층에는 주민공동시설이 있고 2층에는 필로티가 있다.                                                                            |
| 510동 | 6층  | 1층에는 필로티가 있고 2층에는 다목적실+필로티가 있고 3층~4층에는 301동과 302동이 있고 5층~6층에는 501동과 502동이 있다.       |
| 511동 | 9층  | 1층에는 근린생활시설이 있고 2층에는 필로티가 있다.                                                                            |
| 512동 | 6층  | 1층에는 필로티가 있고 2층에는 다목적실+필로티가 있고 3층~4층에는 301동과 302동이 있고 5층~6층에는 501동과 502동이 있다.       |
| 601동 | 48층 | XX01와 XX04는 2개의 층으로 구성되어 있고 아파트 시설은 5층부터 43층까지 있다.                                                 |
| 602동 | 40층 | 3층~6층의 301호, 501호, 37층~40층의 3704호, 3904호가 있다. 일부 각 동은 2개의 층으로 구성되어 있다.                           |
| 603동 | 29층 | 4층~7층의 401호, 601호, 26층~29층의 2604호, 2804호가 있다. 일부 각 동은 2개의 층으로 구성되어 있다.                           |
| 604동 | 10층 | 1층에는 근린생활시설이 있고 2층에는 다목적실+필로티가 있고 각 동은 2개의 층으로 구성되어 있다.                                |
| 605동 | 12층 | 1층에는 주민공동시설이 있고 2층에는 다목적실+필로티가 있고 각 동은 2개의 층으로 구성되어 있다.                                |

## 높이
완공 후 세종특별자치시에서 가장 높은 건물이 되었다. 현재 세종특별자치시에서 가장 높은 아파트다. 그리고 세종특별자치시에서 가장 높은 건물이다. 601동 높이는 188m이고 세종특별자치시에서 가장 높다. 2021년 세종특별자치시에 높이가 180m 이상이 넘는 아파트가 완공되었다. 세종특별자치시에서 601동 아파트가 가장 높다.

## 특징
디자인 특화를 시도하였고 적용되었다. 미국 뉴욕에서 가장 높은 주상복합 아파트인 432 파크 애비뉴를 연상시킨다. 근린생활시설이 있고 601동 지상 45층과 지상 46층에 카페가 있다. 세대수는 5단지는 661세대고 6단지는 370세대다. HO2 블록은 총 5개동 370세대 및 부대복리시설이다. 주차대수는 5단지는 1,043대(세대당 1.57대)고 6단지는 555대(세대당 1.5대)다.

## 내부 시설
이 시설에는 상가와 아파트 및 오피스텔의 시설이 들어섰다.
| 층수                | 용도                               |
| ------------------- | ---------------------------------- |
| 49층                | 기계실                             |
| 45층 ~ 48층         | 스카이라운지                       |
| 44층                | 중간기계실(주거용)                 |
| 26층 ~ 43층         | 아파트                             |
| 25층                | 아파트, 피난안전구역               |
| 6층 ~ 24층          | 아파트                             |
| 4층 ~ 5층           | 주민공동시설, 아파트               |
| 3층                 | 아파트                             |
| 1층 ~ 3층           | 주민공동시설, 근린생활시설, 아파트 |
| 지하 2층 ~ 지하 1층 | 지하주차장                         |

## 같이 보기
- 대한민국의 마천루 목록
- 세종특별자치시의 마천루 목록